# Richard Harrison

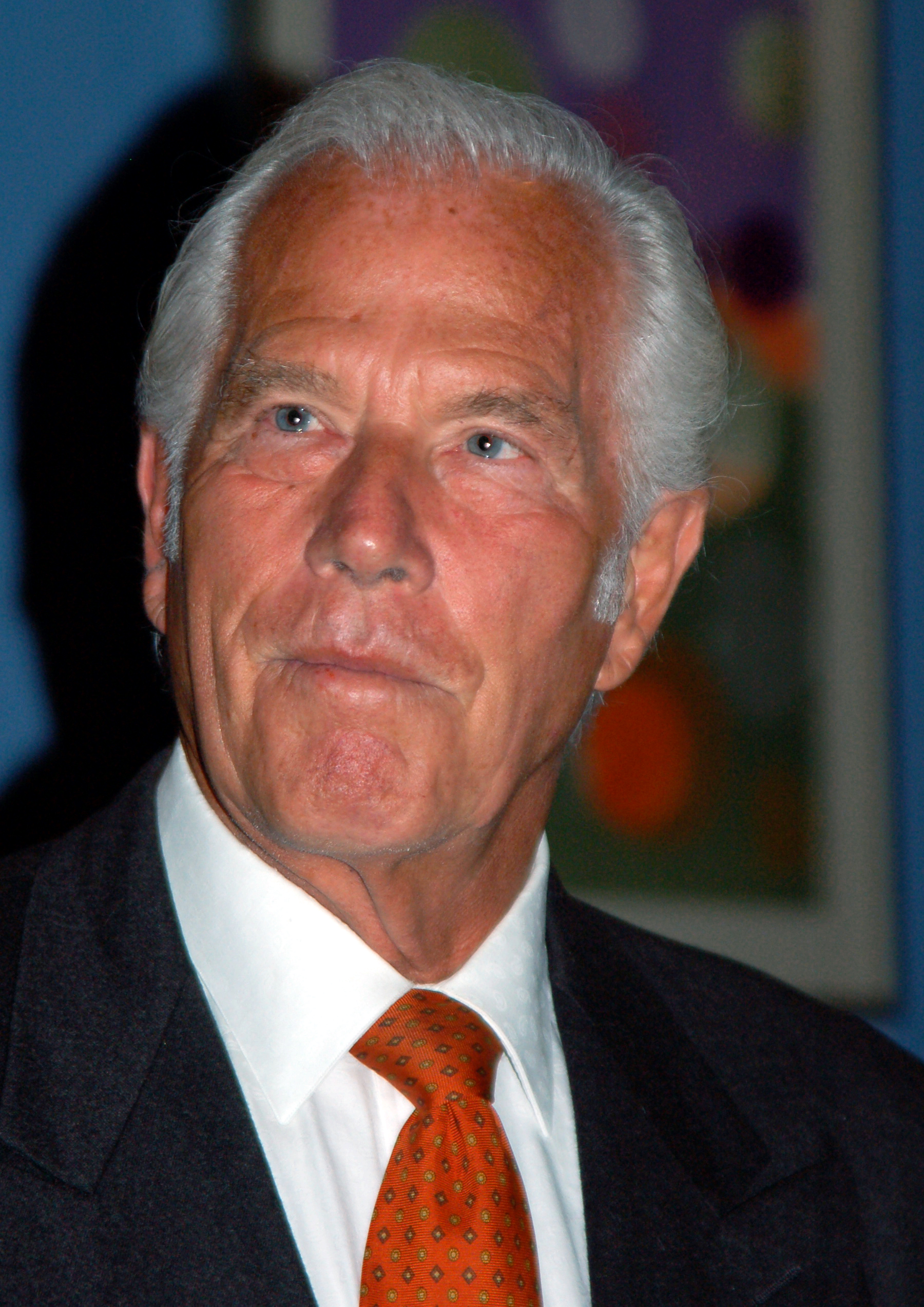
Richard Harrison, 2011

Richard Harrison (* 26. Mai 1935 in Salt Lake City, Utah) ist ein US-amerikanischer Schauspieler.

## Leben
Harrison zog in den frühen 1950er Jahren nach Kalifornien, wo sein gutes Aussehen und seine Tätigkeit als Bodybuilder ihn auf diverse Titelbilder namhafter Magazine führten. In Santa Monica begann er als Schauspieler auf kleinen Bühnen und im Fernsehen. Schon bald – hilfreich war auch seine Heirat mit der Tochter des Filmproduzenten James H. Nicholson – folgten auch kleinere Rollen in Hollywood-Produktionen. Nach einigen Jahren verlegte er seine Tätigkeit nach Italien, wo ihm Hauptrollen in Sandalenfilmen angeboten wurden und er sich so schnell zu einem kleineren Star entwickelte.
Er ließ sich nicht auf ein Genre festlegen und erschien in Italowestern ebenso wie in Agenten- und Kriegsfilmen. Nachdem die italienische Filmproduktion Mitte der 1980er Jahre in eine schwere Krise geriet, drehte Harrison in Hongkong etliche Low-Budget-Actionfilme mit Godfrey Ho. Der Produzent ließ Harrison in nur drei Jahren in fast 30 Filme erscheinen, wovon die meisten Ninja-Filme waren, die im sogenannten Cut-and-Paste-Verfahren aus schon bestehenden Filmen mit neu gedrehten Szenen zusammengeschnitten und neu synchronisiert wurden. Harrison machte vor allem Ho und seine Produktionsmethoden sowie die häufige Wiederverwendung der mit ihm gedrehten Szenen für den Niedergang seiner Karriere verantwortlich. Insgesamt wirkte Harrison in rund 130 Filmen mit. Selten trat er auch als Drehbuchautor und Regisseur in Erscheinung. An zwei Produktionen war er auch als Produzent beteiligt.
Richard Harrison war zweimal verheiratet; aus seiner ersten Ehe gingen drei Kinder hervor, aus seiner seit 1978 anhaltenden mit der italienischen Schauspielerin Maria Francesca Pomentale (Künstlername Daria Norman) zweiten ein weiteres. Mittlerweile hat sich Harrison aus dem Filmgeschäft zurückgezogen und lebt in Kalifornien.

## Filmografie (Auswahl)
- 1957: Kronos
- 1957: Ein Herzschlag bis zur Ewigkeit (Jeanne Eagles)
- 1958: Ihr Leben war ein Skandal (Too Much, Too Soon)
- 1958: Süd Pazifik (South Pacific)
- 1959: Den Letzten beißen die Hunde (Battle Flame)
- 1960: Je länger, je lieber (Tall Story)
- 1961: Robur, der Herr der sieben Kontinente (Master of the World)
- 1961: Der unbesiegbare Gladiator (Il gladiatore invincibile)
- 1962: Rächer der Meere (Il giustiziere dei mari)
- 1962: Die sieben Gladiatoren (I sette gladiatori)
- 1963: Abrechnung in Veracruz (El sabor de la venganza)
- 1963: Drei gegen Sacramento (Gringo)
- 1963: Perseus – der Unbesiegbare (Perseo l’invincibile)
- 1963: Teufelspiraten (Il pirata del diavolo)
- 1964: Der Aufstand der Prätorianer (La rivolta dei pretoriani)
- 1964: Los dinamiteros
- 1964: Die drei Sergeanten von Bengali (I tre sergenti del Bengala)
- 1964: Kaiser der Gladiatoren (I due gladiatori)
- 1964: Die Giganten von Rom (I giganti di Roma)
- 1964: Der Letzte der Gladiatoren (Eroe di Britannia)
- 1965: 100.000 Dollar für Ringo (100.000 Dollari per Ringo)
- 1965: La montagna di luce
- 1966: Bob Fleming – Mission Casablanca (A 077, sfida ai killers)
- 1966: Duello nel mondo
- 1966: El Rocho – der Töter (El Rojo)
- 1967: Countdown für 3 Millionen Dollar (28 minuti per 3 milioni di dollari)
- 1967: Die Doppelgänger (Colpo maestro al servizio di Sua Maestà britannica)
- 1967: Hochkarätiger Einsatz (L'uomo del colpo perfetto)
- 1968: Anche nel West c’era una volta Dio
- 1968: La donna, il sesso e il superuomo
- 1968: Fünf blutige Stricke (Joko, invoca dio… e muori)
- 1968: Von Django – mit den besten Empfehlungen (Uno dopo l’altro)
- 1969: 36 Stunden in der Hölle (36 ore all'inferno)
- 1969: C'era una volta un gangster
- 1970: Bleigewitter (Reverendo Colt)
- 1970: Geheimcode Leopard (I leopardi di Churchill)
- 1970: Pussycat, Pussycat – I Love You
- 1970: Rancheros (La diligencia de los condenados)
- 1971: L'explosion
- 1971: Lo chiamavano King
- 1971: Lo sceriffo di Rockspring
- 1971: Spara Joe… e così sia!
- 1971: Weihwasser Joe (Acquasanta Joe)
- 1971: Zwei Halleluja für den Teufel (Abre tu fosa, amigo, llega Sábata…)
- 1972: L'amico del padrino
- 1972: Djangos blutige Spur (La lunga cavalcata della vendetta)
- 1972: Ein Halleluja für zwei linke Brüder (Jesse & Lester due fratelli in un posto chiamata Trinità) (& Idee, Produktion, Ko-Regie)
- 1972: Hexenkessel Kairo (Si può fare molto con 7 donne)
- 1972: Whisky, Plattfüße und harte Fäuste (Los fabulosos de Trinidad)
- 1973: Pugni, pirati e karatè
- 1974: Das Rattennest (Una donna per 7 bastardi)
- 1974: Il romanzo di un giovane povero
- 1974: Un viaje de locos
- 1975: Fighting Killer (Quei paracul… pi di Jolando e Margherito)
- 1975: Marco Polo im Reiche des Kublai Khan (Ma ko Po lo)
- 1976: Der Aufstand von Peking (Ba guo lian jun)
- 1977: Clouzot & C. contro Borsalino & C.
- 1977: Natascha – Todesgrüße aus Moskau
- 1977: Der Tollwütige (La belva col mitra)
- 1977: Wüstenfüchse kennen kein Erbarmen (Kaput Lager – Gli ultimi giorni delle SS)
- 1978: Il balordo (Fernseh-Miniserie)
- 1978: Napoli… i 5 della squadra speciale
- 1978: Provinz ohne Gesetz (Provincia violenta)
- 1978: Sahit
- 1979: Kommandounternehmen Teufelsinsel (Pakleni otok)
- 1979: Stoßtrupp in die Wüste (Strategia per una missione di morte)
- 1979: Die Ungreifbaren (I guappi non si toccano)
- 1980: Napoli storia d'amore e di vendetta
- 1980: Ora zero e dintorni (Fernsehserie, 3 Folgen)
- 1980: Spezialkommando Feuervogel (Mie jue qi qi)
- 1980: Woodoo-Baby – Sex und schwarze Magie in der Karibik (Orgasmo nero)
- 1982: Corri come il vento Kiko
- 1983: Amok – Aufruhr in Afrika (Amok)
- 1983: Einsatzkommando Wildgänse (Hunter's Crossing)
- 1983: Hajji Washington
- 1983: Fireback – Ich will keine Gnade (Fireback)
- 1983: Rescue Team
- 1983: Sonderkommando Wild Cat (Invasion: Cambodia)
- 1984: Inferno Thunderbolt (Zhi zun shen tou)
- 1986: Ninja Terminator
- 1986: Terror Force Kommando (Three Men on Fire) (& Regie, Drehbuch)